# Joachim Schmitt
Joachim Schmitt (* 1960 in Arnsberg) ist ein deutscher Rechtswissenschaftler.

## Leben
Nach dem Studium der Rechtswissenschaft und Betriebswirtschaftslehre in Passau (1990 Dipl.-Kfm., 1992 Dr. iur.) wurde er 1993 Rechtsanwalt, Fachanwalt für Steuerrecht und Wirtschaftsprüfer seit 1999. Nach dem Abschluss des Habilitationsverfahrens 1993 an der Juristischen Fakultät der Universität Passau; Lehrbefähigung für die Fachgebiete Deutsches, Europäisches und Internationales Steuerrecht wurde er 2007 Privatdozent an der Universität Passau. Seit 2013 ist er außerplanmäßiger Professor an der Universität Passau.

## Schriften (Auswahl)
- Zur interpersonalen Übertragung stiller Reserven beim Erbfall im Einkommensteuerrecht. Zugleich eine Untersuchung zum Problem der Gewinnqualität und der Subjektbindung stiller Reserven. Dissertation. Universität Passau 1992. Lang, Frankfurt am Main 1993, ISBN 3-631-45556-9.
- mit Stefan Schloßmacher (Hrsg.): Umwandlungssteuererlass. UmwStE 2011. Kommentierung. Praktische Hinweise. Beck, München 2012, ISBN 978-3-406-63119-1.
- mit Robert Hörtnagl, Rolf-Christian Stratz (Hrsg.): Umwandlungsgesetz, Umwandlungssteuergesetz. Beck, München 2018, ISBN 978-3-406-72017-8.